# Саут-Вайтголл Тауншип (округ Лігай, Пенсільванія)
Саут-Вайтголл Тауншип (англ. South Whitehall Township) — селище (англ. township) в США, в окрузі Лігай штату Пенсільванія. Населення — 21 080 осіб (2020).

## Демографія
Згідно з переписом 2010 року, у селищі мешкало 19 180 осіб у 7814 домогосподарствах у складі 5339 родин. Було 8180 помешкань
Расовий склад населення:
| - 89,8 % — білих - 4,7 % — азіатів - 2,8 % — чорних або афроамериканців - 0,1 % — корінних американців - 1,3 % — осіб інших рас |

До двох чи більше рас належало 1,3 %. Частка іспаномовних становила 4,7 % від усіх жителів.
За віковим діапазоном населення розподілялося таким чином: 19,6 % — особи молодші 18 років, 58,4 % — особи у віці 18—64 років, 22,0 % — особи у віці 65 років та старші. Медіана віку мешканця становила 47,4 року. На 100 осіб жіночої статі у селищі припадало 89,6 чоловіків;  на 100 жінок у віці від 18 років та старших — 86,9 чоловіків також старших 18 років.
Середній дохід на одне домашнє господарство  становив 99 266 доларів США (медіана — 75 709), а середній дохід на одну сім'ю — 117 994 долари (медіана — 89 774). Медіана доходів становила 61 540 доларів для чоловіків та 47 183 долари для жінок. За межею бідності перебувало 5,0 % осіб, у тому числі 6,6 % дітей у віці до 18 років та 3,9 % осіб у віці 65 років та старших.
Цивільне працевлаштоване населення становило 9688 осіб. Основні галузі зайнятості: освіта, охорона здоров'я та соціальна допомога — 28,0 %, виробництво — 13,3 %, науковці, спеціалісти, менеджери — 10,5 %, роздрібна торгівля — 10,1 %.